# Agrotis clavus
Agrotis clavus är en fjärilsart som beskrevs av Hüfnagel 1766. Agrotis clavus ingår i släktet Agrotis och familjen nattflyn. Inga underarter finns listade i Catalogue of Life.